# Li Yingshi

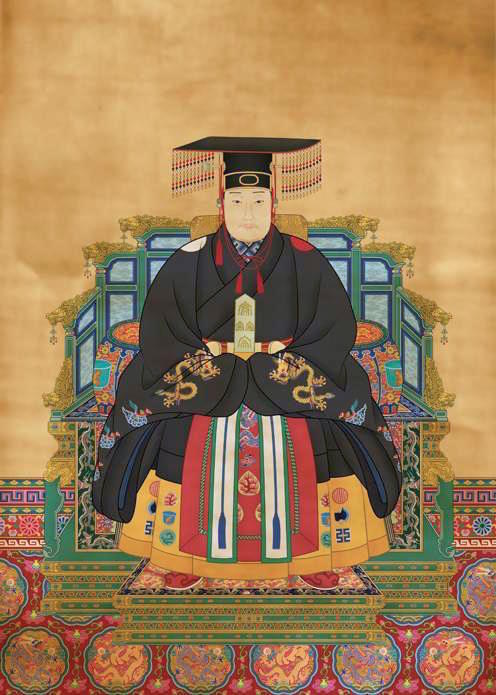
Imperador Wanli, Dinastia Ming. No governo de Wanli, os missionários jesuítas na China, sob a liderança de Matteo Ricci, receberam apoio para permanecer no Império e realizar conversões.

Li Yingshi (chinês simplificado: 李应试, referido por jesuítas como Paulo Li; fl. c. 1600), foi um militar chinês da Dinastia Ming, renomado matemático, astrólogo, especialista em feng shui, e um dos primeiros literatos chineses a se tornar cristão. Convertido ao catolicismo por Matteo Ricci e Diego de Pantoja, os dois primeiros jesuítas que se estabeleceram em Pequim, tornou-se um cristão zeloso e foi fundamental para o avanço do catolicismo na China.

## Antes da conversão ao cristianismo
Li Yingshi foi membro da classe de letrados chineses, os jinshi (進士). Ele comandou uma unidade de 500 soldados durante a Guerra da Coreia de 1592–1598. Em reconhecimento do seu valor militar, foi agraciado com uma pensão vitalícia pelo governo do Imperador Wanli, que continuaria a ser paga aos seus herdeiros perpetuamente. Durante os tempos de paz, tornou-se conhecido como um especialista em "adivinhações", como a astrologia e a geomancia.

## Conversão
Em 1601, os jesuítas Matteo Ricci e Diego de Pantoja tornaram-se os primeiros missionários cristãos a se estabelecerem na capital da Dinastia Ming. Eles zelavam pela aprendizagem dos ensinamentos de Confúcio e queriam estabelecer boas relações com os letrados chineses, mas criticavam fortemente o que consideravam a "ridícula magia" das práticas ocultas chinesas. É por isso, talvez, que Ricci tenha descrito a conversão de Li Yangshi ao Cristianismo pelos jesuítas — realizada na Festa de São Mateus (dia 21 de setembro de 1602) — como nada mais nada menos que "extraordinária".

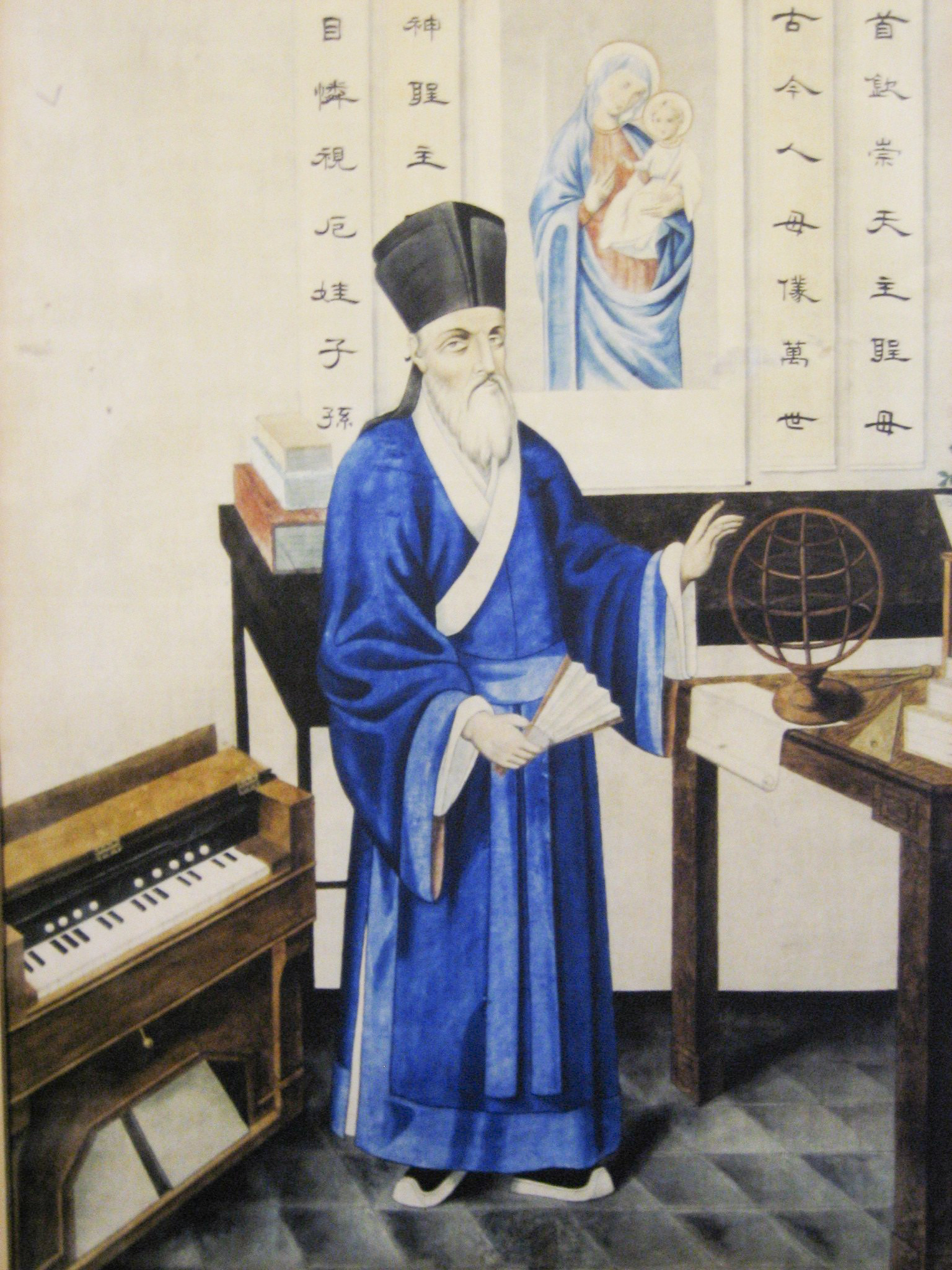
Matteo Ricci, missionário jesuíta na China, vestido como um letrado chinês.

Uma vez que Li se tornou um cristão, Ricci e Pantoja levaram três dias para percorrer sua "bela e rica biblioteca" e identificar todos os livros e manuscritos "proibidos pelos regulamentos eclesiásticos". Os livros e manuscritos proibidos, a maior parte lidando com a "arte de adivinhação", foram, em seguida, queimados, alguns deles no próprio pátio de Li e outros na Casa da Missão de Pequim, para demonstrar o compromisso de Li com o cristianismo. Isto, aparentemente, não era uma prática incomum na época de Ricci: quando um outro célebre converso, o matemático Inácio Qu Taisu (瞿太素; Chiutaiso na transcrição de Ricci), tornou-se cristão, também enviou a sua coleção de livros sobre "o dogma das seitas" para a Casa da Missão de Nanquim para ser queimada, junto com chapas de impressão de livros e estátuas religiosas não-cristãs.
Li Yingshi tornou-se um zeloso membro da Igreja Católica. Ele praticava proselitismo entre seus amigos e familiares e levou todos os seus servos para a Igreja também. Ele construiu uma capela em sua casa e entregou seu filho para estudar em Pequim, na Casa da Missão, de modo que, em pouco tempo, o jovem Li fora capaz de celebrar uma missa por si mesmo.
Como uma pessoa de grande conhecimento sobre a "seita de adoradores de ídolos", Li era capaz de fornecer aos jesuítas uma grande quantidade de informações, consideradas úteis pelos jesuítas, para a conversão de outros não-cristãos.